# Cele 150 personae non gratae ale Turciei
După încheierea Războiului de Independență al Turciei  (1919–1923), nou înființata Republică Turcă a prezentat la Conferința de la Lausanne o listă de 600 de persoane pe care dorea să le declare personae non gratae. Mai târziu, o listă restrânsă la doar 150 de nume, aprobată de Marea Adunare Națională a Turciei pe 23 aprilie 1924 și revizuită pe 1 iunie același an, a fost inclusă în Tratatul de la Lausanne. Lista, cunoscută în limba turcă ca Yüzellilikler (cei 150) urmărea eliminarea elitei conducătoare otomane din noua republică turcă. 
Lista și-a căpătat faima datorită faptului că a devenit centrul discuțiilor cu privire la natura noii republici, mai precis era vorba dacă noua republică trebuia să fie o continuare a vechiului imperiu sau nu. Această listă trebuia să dovedească că administrația și ideologii imperiali nu erau transferați automat în republică. Această listă are de asemenea legătură cu conflictele de jurisdicție dintre Marea Adunare Națională a Turciei și Imperiul Otoman. Fiecare dintre aceste entități politice au luptat pentru supraviețuire și au fost amândouă foarte active, atât din punct de vedere militar, cât și din punct de vedere diplomatic, până la Conferința de la Lausanne.
Pe 28 iunie 1938, legea care interzicea celor 150 de persoane intrarea în Turcia a fost anulată, dar numai câțiva foști exilați s-au mai reîntors în patrie. 